# Śluza Łabiszyn
Śluza Łabiszyn – druga śluza na górnonoteckim odcinku drogi wodnej Warta – Kanał Bydgoski zlokalizowana w miejscowości Łabiszyn w powiecie żnińskim.